# زمالة في جراحة الأسنان بالكلية الملكية للجراحين في إنجلترا
الزمالة في جراحة الأسنان بالكلية الملكية للجراحين في إنجلترا (المعروفة اختصارًا باسم FDSRCS)، وهي تأهيل مهني في الدراسات العليا لطب الأسنان. تُمنح من قِبل كلية جراحة الأسنان التابعة للكلية الملكية للجراحين في إنجلترا.
ولكل من الكلية الملكية للجراحين في أيرلندا والكلية الملكية للجراحين في أدنبره والكلية الملكية للأطباء والجراحين في غلاسكو درجة الزمالة المعادلة الخاصة بها، ويمكن للكلية أن تمنح أيضًا مؤهلات أخرى مثل:
- عضوية كلية جراحة الأسنان التابعة للكلية الملكية للجراحين في إنجلترا (MFDSRCS).
- دبلوم في الصحة العامة للأسنان.
- دبلوم في الرعاية الخاصة بـطب الأسنان.
- العضوية في طب الأسنان الترميمي والعضوية في طب الأسنان الجراحي.

وكانت الزمالة في جراحة الأسنان بالكلية الملكية للجراحين في إنجلترا تُمنح في الأغلب بعد اجتياز الاختبارات وحاليًا يمكن أن تُمنح من قِبل الكلية بعد دراسة الملف المهني للمتقدمين وإنجازاتهم، ويتم ذلك من خلال عملية انتقاء من قِبل مجلس الكلية.

## وصلات خارجية
- Faculty website